# Biscutella neustriaca
Biscutella neustriaca är en korsblommig växtart som beskrevs av Edmond Bonnet. Biscutella neustriaca ingår i släktet Biscutella och familjen korsblommiga växter. IUCN kategoriserar arten globalt som sårbar. Inga underarter finns listade i Catalogue of Life.